# The Field Mice
The Field Mice est un groupe de rock indépendant britannique, originaire de Londres, en Angleterre. Il est actif de 1987 à 1991. Il s'agit du groupe phare du label Sarah Records.

## Biographie
The Field Mice naît en 1987 de l'association du chanteur et guitariste Robert Wratten et du bassiste Michael Hiscock, camarades de lycée ayant une passion commune pour les groupes Felt, New Order et Echo and the Bunnymen.
Accompagné d'une boîte à rythmes, le duo fait ses débuts discographiques en 1988 avec le single Emma's House, publié chez Sarah Records,.
Initialement méprisé par la presse britannique, qui utilise l'expression alors péjorative de twee pop, le groupe parvient à se constituer un public dévoué à force de singles efficaces, dont Sensitive en 1989. Les critiques se font alors meilleures, et The Field Mice devient le groupe phare du label Sarah Records.
Le groupe passe progressivement d’un duo à un quintet et multiplie singles, mini-albums, et maxis, toujours chez Sarah Records. La compilation Coastal, parue en août 1991, rassemble une bonne partie de leurs premiers enregistrements,.
En octobre 1991 est publié For Keeps, premier et dernier véritable album studio du groupe qui, le mois suivant, annonce sa séparation à la suite d'un début de bagarre entre ses membres lors d'un concert à Glasgow,. Un concert d'adieu a lieu à Londres. Robert Wratten poursuit la musique dans les groupes Northern Picture Library,  puis Trembling Blue Stars.

## Membres
- Robert Wratten – chant, guitare
- Michael Hiscock – basse
- Harvey Williams – guitare
- Annemari Davies – clavier
- Mark Dobson – batterie

## Discographie

### Albums studio
- 1989 : Snowball (mini-album)
- 1990 : Skywriting (mini-album)
- 1991 : For Keeps

### Compilations
- 1991 : Coastal
- 1998 : Where'd You Learn to Kiss That Way? (Shinkansen Recordings)

### Singles et EP
- 1988 : Emma's House (7", Sarah 012)
- 1989 : Sensitive (7", Sarah 018)
- 1989 : I Can See Myself Alone Forever (7", CAFF 2)
- 1990 : So Said Kay (10", Sarah 038)
- 1990 : The Autumn Store Part One (7", Sarah 024)
- 1990 : The Autumn Store Part Two (7", Sarah 025)
- 1991 : September's Not So Far Away (7", Sarah 044)
- 1991 : Burning World (7", BULL 4-0)
- 1991 : Missing The Moon (12", Sarah 057)

### Peel Session
- Anoint/Sundial/Fresh Surroundings/By Degrees (enregistrées le 01/04/1990 ; première diffusion le 23/04/1990 sur BBC Radio 1)

Ces 4 chansons ont été composées spécialement pour la session et ne figurent sur aucun disque du groupe.